# Gastrokolischer Reflex
Der gastrokolische Reflex ist eine Reaktion des Dickdarmes auf eine Reizung des Magens. Auch andere Teile des oberen Verdauungstraktes können den gastrokolischen Reflex auslösen.
Die Bezeichnung „Reflex“ ist nicht ganz korrekt, da es sich dabei nicht um einen typischen schnellen nervalen Reflex, sondern um eine langsam ablaufende Reizantwort handelt, die nicht nur über das Nervensystem, sondern wahrscheinlich hormonal gesteuert ist.
Der gastrokolische Reflex ist am Morgen besonders ausgeprägt nachweisbar. Obwohl der Reflex wichtig für eine geregelte Darmentleerung ist, wurde er bislang relativ wenig systematisch erforscht. Der Reflex läuft unbewusst bei jeder Nahrungsaufnahme ab.

## Typischer Ablauf
Durch Nahrungsaufnahme in den Mund werden Dehnungsrezeptoren in der Mundhöhle, in der Speiseröhre und im Magen erregt.
Diese Information wird über das vegetative Nervensystem an den Dickdarm weitergegeben. Dort werden starke Kontraktionen ausgelöst, die den Dickdarminhalt in den Enddarm vorschieben. Durch die Dehnung des Enddarmes kommt es dann zu Stuhldrang und zur Darmentleerung.

## Untersuchungsmethoden
- Befragung von Probanden
- Beobachtung von Probanden
- Ultraschall
- Messung des Sphinkterdruckes am Enddarm

## Störungen des gastrokolischen Reflexes
Bei der autonomen Neuropathie kann der gastrokolische Reflex gestört sein. Dies findet sich beispielsweise bei Patienten mit langjährigem Diabetes mellitus. Der Reflex ist ebenfalls bei einem Megakolon (einschließlich Morbus Hirschsprung) und dem Jirásek-Zuelzer-Wilson-Syndrom gestört. Auch beim Reizdarmsyndrom kann der gastrokolische Reflex gestört sein. Während er beim Reizdarmsyndrom mit Durchfallneigung (RDS-D) oft zu stark ausfällt, ist er beim Reizdarmsyndrom mit Neigung zu Verstopfung (RDS-O) oft zu schwach ausgeprägt.